# Dinamarca en la Copa Mundial de Fútbol de 2018
La selección de Dinamarca fue uno de los 32 equipos participantes en la Copa Mundial de Fútbol de 2018, torneo que se llevó a cabo del 14 de junio al 15 de julio en Rusia.
Clasificó el 14 de noviembre de 2017, después de derrotar por 5-1 en el marcador global a la selección irlandesa en la segunda fase de eliminatoria europea.
Fue encuadrada en el grupo C junto a la selección francesa, peruana y australiana.

## Clasificación

### Grupo E
| Selección  | Pts. | PJ | PG | PE | PP | GF | GC | Dif |
| ---------- | ---- | -- | -- | -- | -- | -- | -- | --- |
| Polonia    | 25   | 10 | 8  | 1  | 1  | 28 | 14 | 14  |
| Dinamarca  | 20   | 10 | 6  | 2  | 2  | 20 | 8  | 12  |
| Montenegro | 16   | 10 | 5  | 1  | 4  | 20 | 12 | 8   |
| Rumania    | 13   | 10 | 3  | 4  | 3  | 12 | 10 | 2   |
| Armenia    | 7    | 10 | 2  | 1  | 7  | 10 | 26 | -16 |
| Kazajistán | 3    | 10 | 0  | 3  | 7  | 6  | 26 | -20 |

| Fecha                   | Lugar       | Local      |                       | Resultado                                                     |                       | Visitante  |
| ----------------------- | ----------- | ---------- | --------------------- | ------------------------------------------------------------- | --------------------- | ---------- |
| 4 de septiembre de 2016 | Copenhague  | Dinamarca  | Bandera de Dinamarca  | 1 – 0 Archivado el 7 de diciembre de 2017 en Wayback Machine. | Bandera de Armenia    | Armenia    |
| 8 de octubre de 2016    | Varsovia    | Polonia    | Bandera de Polonia    | 3 – 2 Archivado el 7 de diciembre de 2017 en Wayback Machine. | Bandera de Dinamarca  | Dinamarca  |
| 11 de octubre de 2016   | Copenhague  | Dinamarca  | Bandera de Dinamarca  | 0 – 1 Archivado el 7 de diciembre de 2017 en Wayback Machine. | Bandera de Montenegro | Montenegro |
| 11 de noviembre de 2016 | Copenhague  | Dinamarca  | Bandera de Dinamarca  | 4 – 1 Archivado el 7 de diciembre de 2017 en Wayback Machine. | Bandera de Kazajistán | Kazajistán |
| 26 de marzo de 2017     | Cluj-Napoca | Rumanía    | Bandera de Rumania    | 0 – 0 Archivado el 7 de diciembre de 2017 en Wayback Machine. | Bandera de Dinamarca  | Dinamarca  |
| 10 de junio de 2017     | Almatý      | Kazajistán | Bandera de Kazajistán | 1 – 3 Archivado el 7 de diciembre de 2017 en Wayback Machine. | Bandera de Dinamarca  | Dinamarca  |
| 1 de septiembre de 2017 | Copenhague  | Dinamarca  | Bandera de Dinamarca  | 4 – 0 Archivado el 7 de diciembre de 2017 en Wayback Machine. | Bandera de Polonia    | Polonia    |
| 4 de septiembre de 2017 | Ereván      | Armenia    | Bandera de Armenia    | 1 – 4 Archivado el 3 de enero de 2018 en Wayback Machine.     | Bandera de Dinamarca  | Dinamarca  |
| 5 de octubre de 2017    | Podgorica   | Montenegro | Bandera de Montenegro | 0 – 1 Archivado el 7 de diciembre de 2017 en Wayback Machine. | Bandera de Dinamarca  | Dinamarca  |
| 8 de octubre de 2017    | Copenhague  | Dinamarca  | Bandera de Dinamarca  | 1 – 1 Archivado el 7 de diciembre de 2017 en Wayback Machine. | Bandera de Rumania    | Rumanía    |

.exe

### Repesca europea
| 11 de noviembre de 2017 | Dinamarca | 0:0                       | Irlanda | Parken Stadion, Copenhague                                |                                                           |
| 20:45 (20:45 UTC+1)     |           | FIFA Reporte UEFA Reporte |         | Asistencia: 36 189 espectadores Árbitro(s): Milorad Mažić | Asistencia: 36 189 espectadores Árbitro(s): Milorad Mažić |

| 14 de noviembre de 2017 | Irlanda  | 1:5 (1:2)                 | Dinamarca                                                   | Estadio Aviva, Dublín                                        |                                                              |
| 20:45 (19:45 UTC±0)     | Duffy 6' | FIFA Reporte UEFA Reporte | Christensen 29' · Eriksen 32' 63' 74' · Bendtner 90' (pen.) | Asistencia: 51 700 espectadores Árbitro(s): Szymon Marciniak | Asistencia: 51 700 espectadores Árbitro(s): Szymon Marciniak |

### Estadísticas
| PJ | Futbolistas                                                |
| -- | ---------------------------------------------------------- |
| 12 | Christian Eriksen, Simon Kjær, Thomas Delaney              |
| 11 | William Kvist                                              |
| 9  | Kasper Schmeichel, Nicolai Jørgensen, Yussuf Poulsen       |
| 8  | Andreas Cornelius, Pione Sisto, Riza Durmisi               |
| 7  | Peter Ankersen                                             |
| 6  | Andreas Bjelland, Andreas Christensen, Jens Stryger Larsen |
| 5  | Henrik Dalsgaard, Nicklas Bendtner                         |
| 4  | Jannik Vestergaard, Lasse Schøne, Viktor Fischer           |
| 3  | Frederik Rønnow, Kasper Dolberg, Pierre-Émile Højbjerg     |
| 2  | Martin Braithwaite, Mathias Jørgensen                      |
| 1  | Lukas Lerager, Mike Jensen                                 |

| Jugador             | Goles | Asistencias | MJ   | PJ |
| ------------------- | ----- | ----------- | ---- | -- |
| Christian Eriksen   | 11    | 4           | 1080 | 12 |
| Thomas Delaney      | 4     | -           | 913  | 12 |
| Andreas Cornelius   | 2     | 1           | 493  | 8  |
| Nicolai Jørgensen   | 2     | 2           | 644  | 9  |
| Kasper Dolberg      | 1     | -           | 50   | 3  |
| Nicklas Bendtner    | 1     | 1           | 134  | 5  |
| Andreas Christensen | 1     | -           | 540  | 6  |
| Peter Ankersen      | 1     | 1           | 576  | 7  |
| Yussuf Poulsen      | 1     | 4           | 586  | 9  |
| Henrik Dalsgaard    | -     | 2           | 368  | 5  |
| Lasse Schøne        | -     | 1           | 132  | 4  |
| Jens Larsen         | -     | 1           | 305  | 4  |

## Participación

### Lista de convocados
Técnico:  Åge Hareide
| No. | Pos. | Jugador             | Fecha de nacimiento (edad)         | Apa. | Goles | Club                     |
| --- | ---- | ------------------- | ---------------------------------- | ---- | ----- | ------------------------ |
| 1   | POR  | Kasper Schmeichel   | 5 de noviembre de 1986 (31 años)   | 35   | 0     | Leicester City           |
| 2   | MED  | Michael Krohn-Dehli | 6 de junio de 1983 (35 años)       | 59   | 6     | Deportivo La Coruña      |
| 3   | DEF  | Jannik Vestergaard  | 3 de agosto de 1992 (25 años)      | 16   | 1     | Borussia Mönchengladbach |
| 4   | DEF  | Simon Kjær          | 26 de marzo de 1989 (29 años)      | 78   | 3     | Sevilla                  |
| 5   | DEF  | Jonas Knudsen       | 16 de septiembre de 1992 (25 años) | 3    | 0     | Ipswich Town             |
| 6   | DEF  | Andreas Christensen | 10 de abril de 1996 (22 años)      | 16   | 1     | Chelsea                  |
| 7   | MED  | William Kvist       | 24 de febrero de 1985 (33 años)    | 80   | 2     | Copenhague               |
| 8   | MED  | Thomas Delaney      | 3 de septiembre de 1991 (26 años)  | 27   | 4     | Werder Bremen            |
| 9   | DEL  | Nicolai Jørgensen   | 15 de enero de 1991 (27 años)      | 31   | 8     | Feyenoord                |
| 10  | MED  | Christian Eriksen   | 14 de febrero de 1992 (26 años)    | 78   | 22    | Tottenham Hotspur        |
| 11  | DEL  | Martin Braithwaite  | 5 de junio de 1991 (27 años)       | 20   | 1     | Girondins de Burdeos     |
| 12  | DEL  | Kasper Dolberg      | 6 de octubre de 1997 (20 años)     | 6    | 1     | Ajax                     |
| 13  | DEF  | Mathias Jørgensen   | 23 de abril de 1990 (28 años)      | 12   | 0     | Huddersfield Town        |
| 14  | DEF  | Henrik Dalsgaard    | 27 de julio de 1989 (28 años)      | 11   | 0     | Brentford                |
| 15  | DEL  | Viktor Fischer      | 9 de junio de 1994 (24 años)       | 19   | 3     | Copenhague               |
| 16  | POR  | Jonas Lössl         | 1 de febrero de 1989 (29 años)     | 1    | 0     | Huddersfield Town        |
| 17  | DEF  | Jens Stryger Larsen | 21 de febrero de 1991 (27 años)    | 13   | 1     | Udinese                  |
| 18  | MED  | Lukas Lerager       | 12 de julio de 1993 (24 años)      | 4    | 0     | Girondins de Burdeos     |
| 19  | MED  | Lasse Schöne        | 27 de mayo de 1986 (32 años)       | 36   | 3     | Ajax                     |
| 20  | DEL  | Yussuf Poulsen      | 15 de junio de 1994 (23 años)      | 28   | 4     | RB Leipzig               |
| 21  | DEL  | Andreas Cornelius   | 16 de marzo de 1993 (25 años)      | 18   | 4     | Atalanta                 |
| 22  | POR  | Frederik Rønnow     | 4 de agosto de 1992 (25 años)      | 6    | 0     | Brøndby                  |
| 23  | DEL  | Pione Sisto         | 4 de febrero de 1995 (23 años)     | 14   | 1     | Celta de Vigo            |

### Fase de grupos
La Selección Danesa empezó con una victoria por 1-0 a Perú. Lograron clasificarse a la siguiente ronda tras sus empates ante Australia y Francia, en un partido que terminó sin goles. Finalizaron segundos del grupo.
 
| Selección | Pts | PJ | PG | PE | PP | GF | GC | Dif |
| --------- | --- | -- | -- | -- | -- | -- | -- | --- |
| Francia   | 7   | 3  | 2  | 1  | 0  | 3  | 1  | 2   |
| Dinamarca | 5   | 3  | 1  | 2  | 0  | 2  | 1  | 1   |
| Perú      | 3   | 3  | 1  | 0  | 2  | 2  | 2  | 0   |
| Australia | 1   | 3  | 0  | 1  | 2  | 2  | 5  | -3  |

#### Perú vs. Dinamarca
| 16 de junio de 2018, 19:00 (UTC+3) | Perú | 0:1 (0:0) | Dinamarca   | Mordovia Arena, Saransk                                    |                                                            |
|                                    |      | Reporte   | Poulsen 59' | Asistencia: 40 502 espectadores Árbitro(s): Bakary Gassama | Asistencia: 40 502 espectadores Árbitro(s): Bakary Gassama |

|  |  |

| GK             | 1  | Pedro Gallese            |     |     |
| RB             | 17 | Luis Advíncula           |     |     |
| CB             | 2  | Alberto Junior Rodríguez |     |     |
| CB             | 15 | Christian Ramos          |     |     |
| LB             | 6  | Miguel Trauco            |     |     |
| CM             | 13 | Renato Tapia             | 38' | 87' |
| CM             | 19 | Yoshimar Yotún           |     |     |
| RW             | 18 | André Carrillo           |     |     |
| AM             | 8  | Christian Cueva          |     |     |
| LW             | 20 | Edison Flores            |     | 62' |
| CF             | 10 | Jefferson Farfán         |     | 85' |
| Cambios:       |    |                          |     |     |
| FW             | 9  | Paolo Guerrero           |     | 62' |
| FW             | 11 | Raúl Ruidíaz             |     | 85' |
| MF             | 23 | Pedro Aquino             |     | 87' |
| Entrenador:    |    |                          |     |     |
| Ricardo Gareca |    |                          |     |     |

| GK          | 1  | Kasper Schmeichel   |       |     |
| RB          | 14 | Henrik Dalsgaard    |       |     |
| CB          | 4  | Simon Kjær          |       |     |
| CB          | 6  | Andreas Christensen |       | 81' |
| LB          | 17 | Jens Stryger Larsen |       |     |
| CM          | 7  | William Kvist       |       | 35' |
| CM          | 10 | Christian Eriksen   |       |     |
| CM          | 8  | Thomas Delaney      | 86'   |     |
| RF          | 20 | Yussuf Poulsen      | 90+3' |     |
| CF          | 9  | Nicolai Jørgensen   |       |     |
| LF          | 23 | Pione Sisto         |       | 67' |
| Cambios:    |    |                     |       |     |
| MF          | 19 | Lasse Schöne        |       | 35' |
| FW          | 11 | Martin Braithwaite  |       | 67' |
| DF          | 13 | Mathias Jørgensen   |       | 81' |
| Entrenador: |    |                     |       |     |
| Åge Hareide |    |                     |       |     |

| Jugador del Partido: Yussuf Poulsen Árbitros asistentes: Jean Claude Birumushahu Abdelhak Etchiali Cuarto árbitro: Mehdi Abid Charef Quinto árbitro: Anouar Hmila Árbitro asistente de video: Felix Zwayer Árbitros asistentes del árbitro asistente de video: Bastian Dankert Mark Borsch Danny Makkelie |

#### Dinamarca vs. Australia
| 21 de junio de 2018, 16:00 (UTC+4) | Dinamarca  | 1:1 (1:1) | Australia          | Samara Arena, Samara                                            |                                                                 |
|                                    | Eriksen 7' | Reporte   | Jedinak 38' (pen.) | Asistencia: 40 727 espectadores Árbitro(s): Antonio Mateu Lahoz | Asistencia: 40 727 espectadores Árbitro(s): Antonio Mateu Lahoz |

|  |  |

| GK          | 1  | Kasper Schmeichel   |     |     |
| RB          | 14 | Henrik Dalsgaard    |     |     |
| CB          | 4  | Simon Kjær          |     |     |
| CB          | 6  | Andreas Christensen |     |     |
| LB          | 17 | Jens Stryger Larsen |     |     |
| CM          | 8  | Thomas Delaney      |     |     |
| CM          | 19 | Lasse Schöne        |     |     |
| CM          | 10 | Christian Eriksen   |     |     |
| RF          | 20 | Yussuf Poulsen      | 37' | 59' |
| CF          | 9  | Nicolai Jørgensen   |     | 68' |
| LF          | 23 | Pione Sisto         | 84' |     |
| Cambios:    |    |                     |     |     |
| FW          | 11 | Martin Braithwaite  |     | 59' |
| FW          | 21 | Andreas Cornelius   |     | 68' |
| Entrenador: |    |                     |     |     |
| Åge Hareide |    |                     |     |     |

| GK               | 1  | Mathew Ryan     |  |     |
| RB               | 19 | Josh Risdon     |  |     |
| CB               | 20 | Trent Sainsbury |  |     |
| CB               | 5  | Mark Milligan   |  |     |
| LB               | 16 | Aziz Behich     |  |     |
| CM               | 15 | Mile Jedinak    |  |     |
| CM               | 13 | Aaron Mooy      |  |     |
| RW               | 7  | Mathew Leckie   |  |     |
| AM               | 23 | Tom Rogic       |  | 82' |
| LW               | 10 | Robbie Kruse    |  | 68' |
| CF               | 11 | Andrew Nabbout  |  | 75' |
| Cambios:         |    |                 |  |     |
| FW               | 17 | Daniel Arzani   |  | 68' |
| FW               | 9  | Tomi Juric      |  | 75' |
| MF               | 22 | Jackson Irvine  |  | 82' |
| Entrenador:      |    |                 |  |     |
| Bert van Marwijk |    |                 |  |     |

| Jugador del Partido: Christian Eriksen Árbitros asistentes: Pau Cebrián Devís Roberto Díaz Pérez Cuarto árbitro: Bamlak Tessema Weyesa Quinto árbitro: Juan Carlos Mora Árbitro asistente de video: Mark Geiger Árbitros asistentes del árbitro asistente de video: Jair Marrufo Joe Fletcher Paolo Valeri |

#### Dinamarca vs. Francia
| 26 de junio de 2018, 17:00 (UTC+3) | Dinamarca | 0:0     | Francia | Estadio Olímpico Luzhnikí, Moscú                         |                                                          |
|                                    |           | Reporte |         | Asistencia: 78 011 espectadores Árbitro(s): Sandro Ricci | Asistencia: 78 011 espectadores Árbitro(s): Sandro Ricci |

|  |  |

| GK          | 1  | Kasper Schmeichel   |       |       |
| RB          | 14 | Henrik Dalsgaard    |       |       |
| CB          | 4  | Simon Kjær          |       |       |
| CB          | 6  | Andreas Christensen |       |       |
| LB          | 17 | Jens Stryger Larsen |       |       |
| CM          | 8  | Thomas Delaney      |       | 90+2' |
| CM          | 13 | Mathias Jørgensen   | 45+3' |       |
| CM          | 10 | Christian Eriksen   |       |       |
| RF          | 23 | Pione Sisto         |       | 60'   |
| CF          | 21 | Andreas Cornelius   |       | 75'   |
| LF          | 11 | Martin Braithwaite  |       |       |
| Cambios:    |    |                     |       |       |
| FW          | 15 | Viktor Fischer      |       | 60'   |
| FW          | 12 | Kasper Dolberg      |       | 75'   |
| MF          | 18 | Lukas Lerager       |       | 90+2' |
| Entrenador: |    |                     |       |       |
| Åge Hareide |    |                     |       |       |

| GK               | 16 | Steve Mandanda    |  |     |
| RB               | 19 | Djibril Sidibé    |  |     |
| CB               | 4  | Raphaël Varane    |  |     |
| CB               | 3  | Presnel Kimpembe  |  |     |
| LB               | 21 | Lucas Hernández   |  | 50' |
| CM               | 13 | N'Golo Kanté      |  |     |
| CM               | 15 | Steven Nzonzi     |  |     |
| RW               | 11 | Ousmane Dembélé   |  | 78' |
| AM               | 7  | Antoine Griezmann |  | 68' |
| LW               | 8  | Thomas Lemar      |  |     |
| CF               | 9  | Olivier Giroud    |  |     |
| Cambios:         |    |                   |  |     |
| DF               | 22 | Benjamin Mendy    |  | 50' |
| FW               | 18 | Nabil Fekir       |  | 68' |
| FW               | 10 | Kylian Mbappé     |  | 78' |
| Entrenador:      |    |                   |  |     |
| Didier Deschamps |    |                   |  |     |

| Jugador del Partido: N'Golo Kanté Árbitros asistentes: Emerson de Carvalho Marcelo Van Gasse Cuarto árbitro: Gianluca Rocchi Quinto árbitro: Mauro Tonolini Árbitro asistente de video: Mauro Vigliano Árbitros asistentes del árbitro asistente de video: Wilton Sampaio Carlos Astroza Tiago Martins |

### Octavos de final

#### Croacia vs. Dinamarca
El siguiente partido era contra Croacia, la sorpresa del torneo. Sin embargo, ni bien comenzó el partido, la dinamita danesa abría el marcador con el gol de Jorgensen. Sin embargo Croacia empató el marcador 3 minutos después con el gol de Mandzukic, y al final cayeron eliminados en tanda de penales. Los daneses terminaron invictos en el torneo.
| 1 de julio de 2018 | Croacia                                        | 1:1 (1:1, 1:1) (t. s.)(3:2 p.) | Dinamarca                                         | Estadio de Nizhni Nóvgorod, Nizhni Nóvgorod               |                                                           |
| 21:00 MSK (UTC+3)  | Mandžukić 4'                                   | Reporte                        | Jørgensen 1'                                      | Asistencia: 40 851 espectadores Árbitro(s): Néstor Pitana | Asistencia: 40 851 espectadores Árbitro(s): Néstor Pitana |
|                    |                                                | Tiros desde el punto penal     |                                                   |                                                           |                                                           |
|                    | Badelj · Kramarić · Modrić · Pivarić · Rakitić |                                | Eriksen · Kjær · Krohn-Dehli · Schøne · Jørgensen |                                                           |                                                           |

|  |  |

| POR          | 23 | Danijel Subašić  |  |      |
| DEF          | 2  | Šime Vrsaljko    |  |      |
| DEF          | 6  | Dejan Lovren     |  |      |
| DEF          | 21 | Domagoj Vida     |  |      |
| DEF          | 3  | Ivan Strinić     |  | 81'  |
| MED          | 7  | Ivan Rakitić     |  |      |
| MED          | 11 | Marcelo Brozović |  | 71'  |
| DEL          | 18 | Ante Rebić       |  |      |
| MED          | 10 | Luka Modrić      |  |      |
| DEL          | 4  | Ivan Perišić     |  | 97'  |
| DEL          | 17 | Mario Mandžukić  |  | 108' |
| Cambios:     |    |                  |  |      |
| MED          | 8  | Mateo Kovačić    |  | 71'  |
| DEF          | 22 | Josip Pivarić    |  | 81'  |
| DEL          | 9  | Andrej Kramarić  |  | 97'  |
| MED          | 19 | Milan Badelj     |  | 108' |
| Entrenador:  |    |                  |  |      |
| Zlatko Dalić |    |                  |  |      |

| POR         | 1  | Kasper Schmeichel   |      |      |
| DEF         | 5  | Jonas Knudsen       |      |      |
| DEF         | 4  | Simon Kjær          |      |      |
| DEF         | 13 | Mathias Jørgensen   | 115' |      |
| DEF         | 14 | Henrik Dalsgaard    |      |      |
| MED         | 6  | Andreas Christensen |      | 46'  |
| MED         | 8  | Thomas Delaney      |      | 98'  |
| MED         | 10 | Christian Eriksen   |      |      |
| DEL         | 20 | Yussuf Poulsen      |      |      |
| DEL         | 21 | Andreas Cornelius   |      | 66'  |
| DEL         | 11 | Martin Braithwaite  |      | 106' |
| Cambios:    |    |                     |      |      |
| MED         | 19 | Lasse Schöne        |      | 46'  |
| DEL         | 9  | Nicolai Jørgensen   |      | 66'  |
| MED         | 2  | Michael Krohn-Dehli |      | 98'  |
| DEL         | 23 | Pione Sisto         |      | 106' |
| Entrenador: |    |                     |      |      |
| Åge Hareide |    |                     |      |      |

| Jugador del Partido: Kasper Schmeichel Árbitros asistentes: Hernán Maidana Juan Pablo Belatti Cuarto árbitro: Enrique Cáceres Villafañe Árbitro asistente de video: Mauro Vigliano Árbitros asistentes del árbitro asistente de video: Roberto Díaz Gery Vargas Daniele Orsato |